# Tjerk Elsinga
Tjerk Elsinga (Sneek, 20 juni 1903 – Hilversum, 13 november 1990) was een verzetsman tijdens de Tweede Wereldoorlog en medeoprichter van een anticommunistische inlichtingendienst.

## Levensloop

### Voor de oorlog
Tjerk Elsinga was voor de oorlog werkzaam voor Christelijk Nationaal Vakverbond, voor welke organisatie hij betrokken was bij onderhandelingen over de arbeidsvoorwaarden. Bij die onderhandelingen leerde hij de directeur-generaal voor de arbeid Hacke kennen.

### Tijdens de oorlog
In april 1943, na de Duitse nederlaag bij Stalingrad, raakte hij betrokken bij de Landelijke Organisatie voor Hulp aan Onderduikers (LO). Kort daarop besloot hij zelf een verzetsgroep op te richten, die naar zijn schuilnaam José werd genoemd. De organisatie hielp Joden en anderen om onder te duiken om zo aan deportatie of de Arbeitseinsatz te ontkomen. Zijn zoon Folkert werd lid van de Falsificatencentrale. Hij werd gearresteerd, omdat hij een zender in huis had verborgen. Hij is in Kamp Amersfoort gefusilleerd.

### Na de oorlog
Na de oorlog raakte Elsinga betrokken bij de moord op Kitty van der Have. In 1947 richtte hij met de directeur-generaal voor de arbeid Aart Hacke een particuliere inlichtingendienst op, die de Dienst Hacke-Elsinga werd genoemd, maar ook wel Dienst José. In 1948 stelde minister van Buitenlandse Zaken Dirk Stikker hem op zijn ministerie aan als ambtenaar.

### Strafbare feiten
In 1949 werd Elsinga gearresteerd op verdenking in beslag genomen goederen van politieke delinquenten te hebben gestolen. Het betrof goederen die bij de politieke delinquent in bewaring had gekregen van Joden die gedeporteerd werden, hij had ze verduisterd toen ze niet terugkeerden. Elsinga werd er niet voor vervolgd. In 1950 werd Elsinga gearresteerd op de verdenking 86.000 gulden uit fondsen van het voormalig verzet te hebben gestolen om zo zijn inlichtingendienst te financieren. Hij werd weer snel vrijgelaten. In een proces werd zes maanden gevangenisstraf tegen hem geëist, maar veroordeeld tot twee maanden voorwaardelijk.